# 入力機器
入力機器（にゅうりょくきき、英語: input device）とは、コンピュータや情報機器にデータや情報や指示などを与えるためにつかわれる機器（装置）である。 入力装置、入力デバイス、インプットデバイスとも。

## 概要
入力機器の例としては、キーボード、タッチパッドやマウスやジョイスティックなどのポインティングデバイス、イメージスキャナ、デジタルカメラ、マイクロフォンなどが挙げられる。
入力機器の多くは以下に従って分類できる:
- 入力の形式（機械的なモーション、音声、映像など）
- 入力が断続的であるか、連続的であるか（キーボードのキーの押下は断続的と分類され、マウスの位置は断続的にデジタル化されるが十分高速であるため連続的と分類される）
- 必要な自由度の数（伝統的なマウスの自由度は2であるが、CADアプリケーション用に設計されたナビゲータの自由度は3である）

ポインティングデバイスは、さらに以下に従って分類できる:
- 入力が直接的か間接的かどうか。直接的な入力の場合、入力座標空間は表示座標空間に一致するので、位置の指定は視覚的なフィードバックやポインタが表示される表示座標空間で行われる。直接的な入力の例としてはタッチパッドやライトペンが挙げられる。間接的な入力の例としてはマウスやトラックボールが挙げられる。
- 座標情報が（タッチパネルなどのように）絶対的か（持ち上げて再配置することができるマウスのように）間接的か。

入力が直接的である場合は座標情報がほぼ絶対的になり、入力が間接的である場合は座標情報が絶対的か間接的かのどちらかになる。例えば、組み込み画面を持たないデジタイズ用グラフィックスタブレットは入力が間接的で、絶対座標を感知して座標情報を絶対的にする入力モードで起動されることが多いが、タッチパッドのように座標情報を間接的にする入力モードをシミュレートする準備がされていることも多い。なおタッチパッドはスタイラスやパックを持ち上げて再配置することができる。
なお複数の入力機器を組み合わせてひとつの入力機器とすることも一般的である。たとえばマウスも平面的な動きを感知する部分と、押し下げを感知するスイッチが組み合わされている。コンピュータゲームのコントローラ類も、ボタンやジョイスティックやマイクなどを組み合わせてコンパクトにまとめることでひとつのコントローラとしており、最近のゲームのコントローラは4〜5種類以上の入力装置が組み合わさっているものが増えている。
デバイスの中には数多くの自由度を連続的に入力できるものもある。これらのデバイスはポインティングデバイスとして使えるが、通常は3Dアプリケーション実行中におけるカメラアングルの制御のように、空間における位置を示さずに使われる。この種のデバイスは、入力として6DoFの登録が必要となるCave automatic virtual environmentシステム (CAVEs) のような、仮想現実システム内でよく使われる。

## キーボード
キーボードは多数のボタンが配列された装置であり、多数のスイッチのマトリックスで構成されたデバイスである。キーボードのボタンやキーは、コンピュータに文字入力をしたり特定の機能を呼び出すのに使え、大半のユーザーにとって主要な文字入力インターフェースとして機能する。
1970年代や80年代は金属バネを用いたボタンのキーボードばかりだったが、これは入力時にカチャカチャとかなりの音がするもので、その後、ラバーカップを用いた音が静かなものが主流になった。物理的なキーボードはタッチタイピングが行え、慣れれば入力速度が速いという特徴があり、大量の文字や数字の入力に使える。（たとえば普通のアメリカ人の平均入力速度は41 wpm （words per minute。語 / 分）であり、普通の人ならある程度練習を重ねれば 4.5打 / 秒 や 5打 / 秒 程度、つまり1秒あたり4.5回や5回程度キーを押すくらいの速度で入力できるようになる）。
他にも仮想キーボードやプロジェクションキーボードを採用しているものもある。こちらは物理的なキーボードが不要なことは長所だが、タッチタイミングはできず大量の入力には向かない。
キーボードの種類の例としては以下のようなものがある:
- キーヤー
- キーボード
- テンキー
- Lighted Program Function Keyboard（英語版） (LPFK)

## ポインティングデバイス
ポインティングデバイスは、位置や方向を指示するための入力機器であり、ポインティングデバイスの操作に応じ画面上のポインタが移動し、コンピュータのGUI操作を直感的なものにする。
ポインティングデバイスの種類の例としては以下のようなものがある:
- コンピュータマウス
- タッチパッド
- ポインティング・スティック
- タッチパネル（タッチスクリーン）
- トラックボール

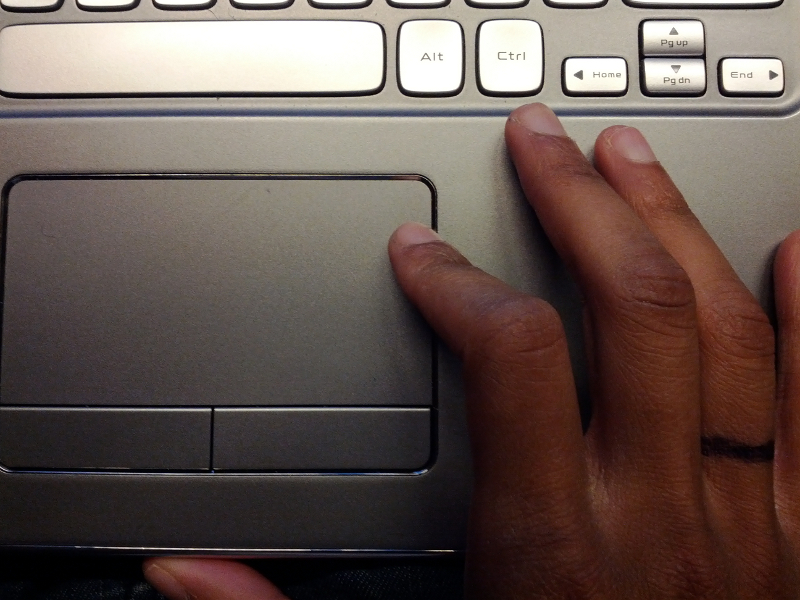
ノートPCのタッチパッド
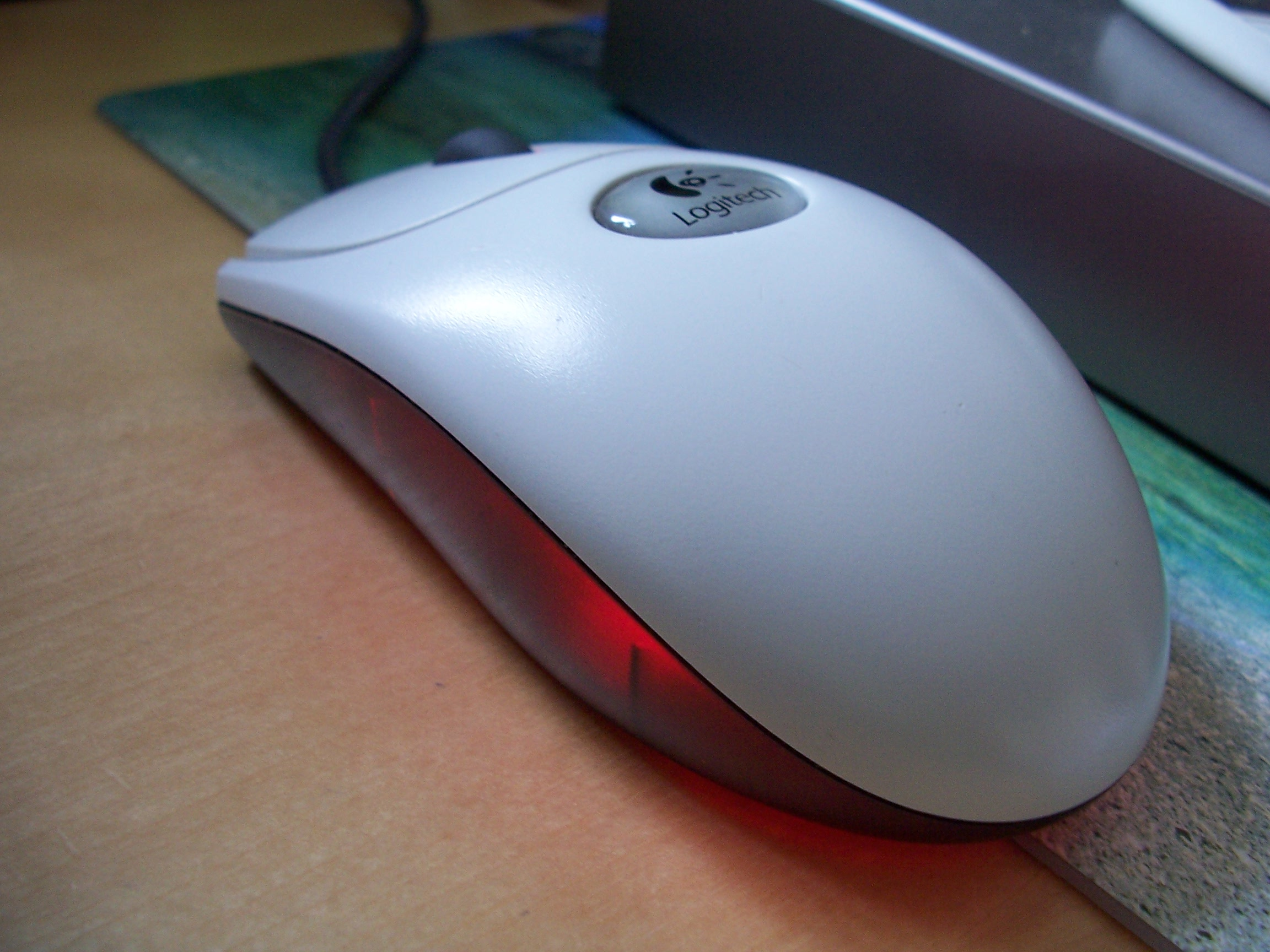
マウス

## 映像入力装置
外界からの画像や映像（動画）をデジタイズするために使われる。デジタイズされた画像や動画の情報は、ユーザーの要求に応じて様々なフォーマットで保存できる。
映像入力機器の種類の例としては以下のようなものがある:
- デジタルカメラ
- デジタルカムコーダ
- ポータブルメディアプレーヤー
- Webカメラ
- イメージスキャナ
- 指紋スキャナ
- バーコードリーダー
- 測域センサ
- 光波測距儀
- 視線トラッカ

医療用の映像入力機器の種類の例としては以下のようなものがある:
- CTスキャナ
- MRI装置
- PET装置
- 超音波検査装置

## 音響入力装置
音響入力機器は音響や音声をデジタイズするために使われる。マイクロフォン自体は音響をアナログ信号にするものだが、ADコンバータ（en:Analog-to-digital converter）という集積回路を用いることで、アナログな信号をデジタルデータに変換することができる。
ユーザーは音声入力機器を使い音響や音声を録音でき、さらに音声認識ソフトウェアと合わせると録音以外に利用することもでき、たとえば音声を自動的に文字化（文字起こし）をさせたり、コンピュータへ話しかけてオペレーティングシステムやアプリケーションソフトを操作することもできるようになる。
音声入力機器の種類の例としては以下のようなものがある:
- マイクロフォン
- MIDIキーボード（英語版）などのデジタル楽器

## ゲーム機の入力装置
コンピュータゲームのコンソール（ゲーム機）の入力装置は基本的にはコントローラと呼ばれている。
たいていは、さまざまな入力装置を組み合わせている。
- 1970年代のAtariの家庭用ゲーム機にはパドルコントローラが付属しているものがあった。
- 1983年に任天堂から発売されたファミリーコンピュータのコントローラにはABボタンや十字キーが配置されていた。コントローラは標準で2つ付属していたが、コントローラIIつまり2つめのコントローラにはマイクロフォンも備えていた。
- PlayStation 2やPlayStation 3のDUALSHOCK - ボタンや十字キーに加え、ジョイスティックを備える。PS4のDualShock 4は、ボタンと十字キーに加え、タッチパッドやマイクロフォンも備えている。
- PlayStation Moveは、ボタンに加え、3軸ジャイロセンサや3軸加速度センサや地磁気センサも備える。
- Wiiリモコンはボタンに加えて加速度センサや赤外線センサも内蔵しており、ゴルフのクラブのような感覚でスイングするとそのスイングの強さを感知するなど、さまざまな使いかたができる。
- ステアリングコントローラ（ハンコン）は、本物の自動車の運転に近い感覚でゲーム内の自動車を操作するための入力装置で、ステアリングホイールの回転角を検知し、アクセルペダルやブレーキペダルの踏みこむ量も検知する。高価なステアリングコントローラはさらにクラッチペダルやシフトレバーも備え、それらの操作を感知する。

PlayStation VRでは、ヘッドセットとカメラが入力装置としての役割を果たしている。ヘッドセットは内部の加速度センサで頭部の傾きを細やかに感知する入力機器であり、PlayStation Cameraの2つのカメラは映像で頭部のカメラに対する向きを映像的に感知する入力機器である。それらの入力をPlayStation本体が総合的に判断してプレーヤの頭部の向きを推定し、その向きに応じた映像を投影するので、作り出された架空の空間が上下左右360度すべての向きに本当に存在しているかのように感じられる。PS VRのシューティングコントローラは、プレーヤが手にする架空の銃の向きを感知するための入力装置である。
（なおゲーム機の入力機器は、たいていは入力機器でもあり同時に出力機器でもある。たとえばDUALSHOCKは、ゲーム機からの命令に応じてブルブルと震える振動をプレーヤの手に伝える。ステアリングコントローラも値段が高いものは電動モータを内蔵しフォースフィードバックという、ステアリングを回転させた時の抵抗感や路面の段差を越える時の衝撃などをゲーム機本体からの命令に応じてプレーヤの手に伝える機能を備えており、これも出力機器としての機能である。）

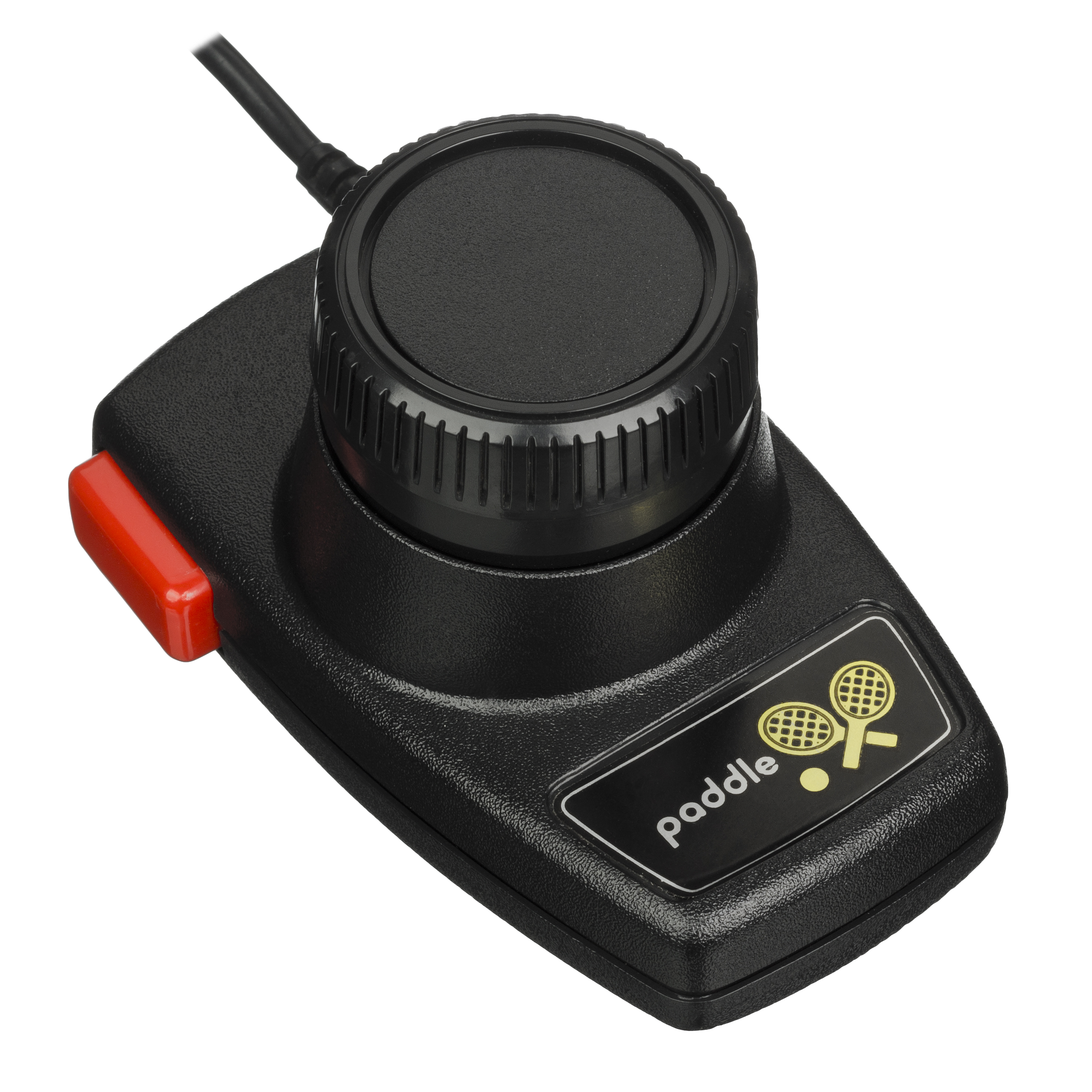
Atari 2600のパドルコントローラ
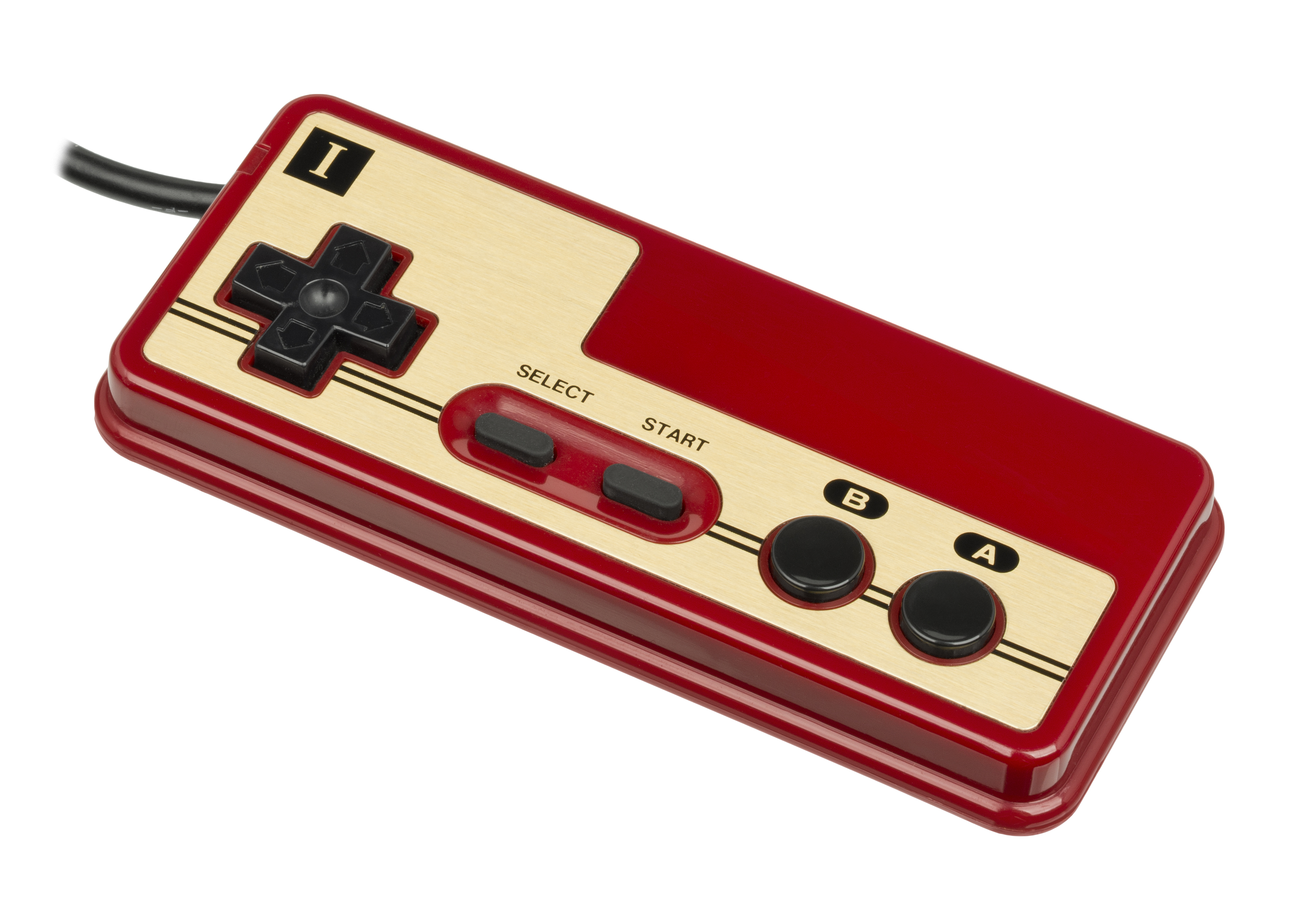
ファミリーコンピュータのコントローラI。
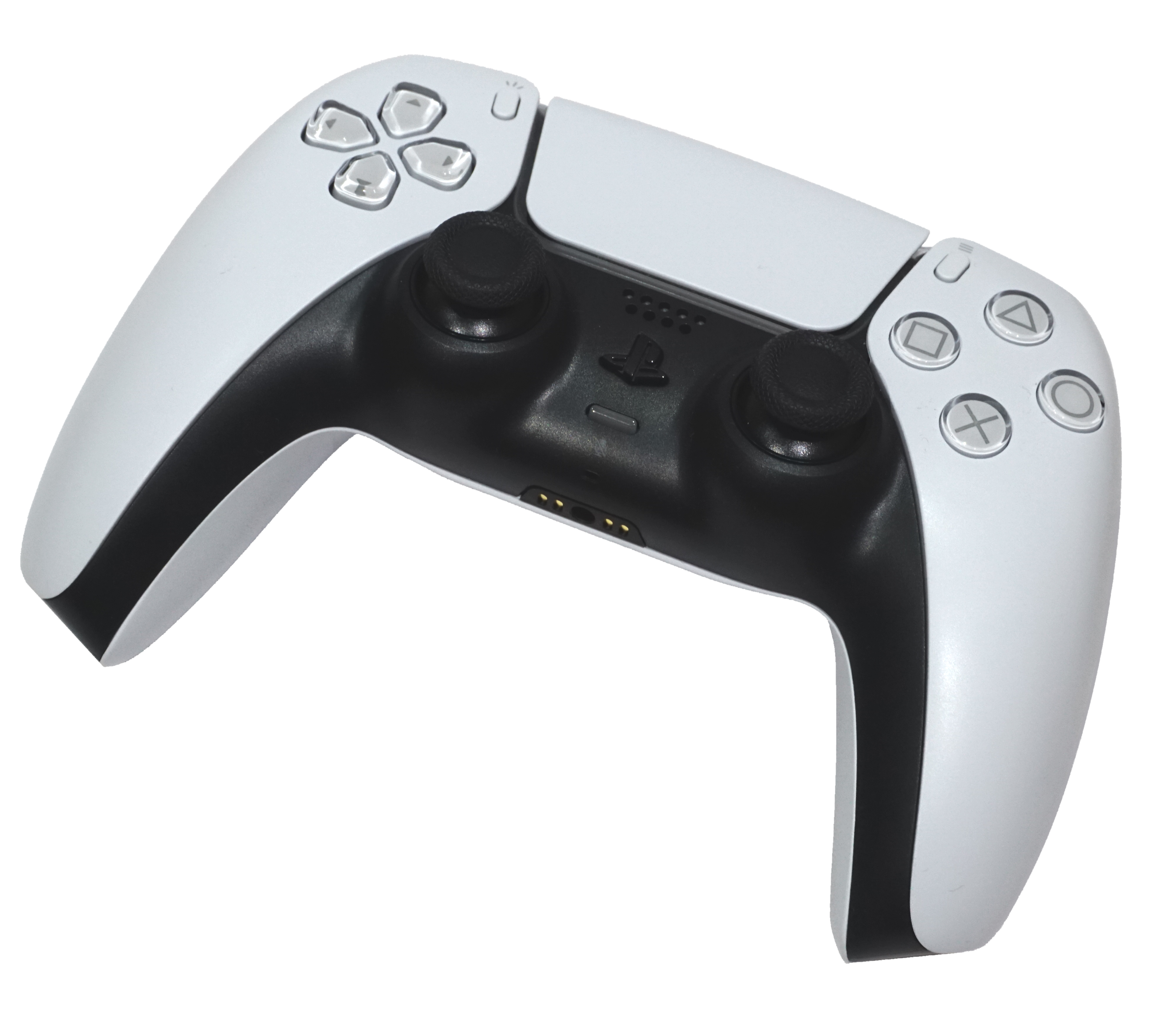
PS5のコントローラDualSense。ボタン、十字キー、ジョイスティック、タッチパッド、マイクロフォンなどを備える。
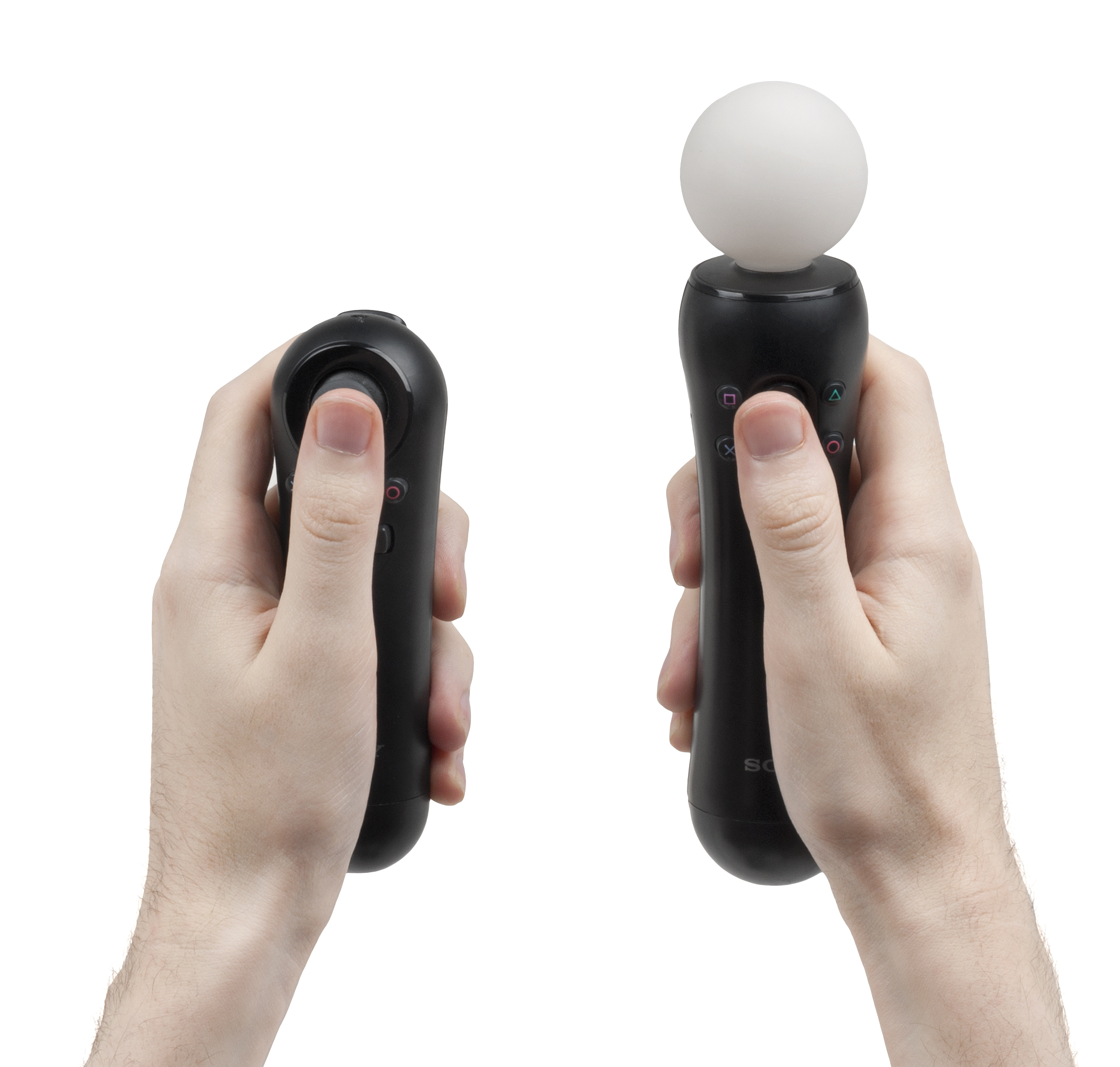
PlayStation Move
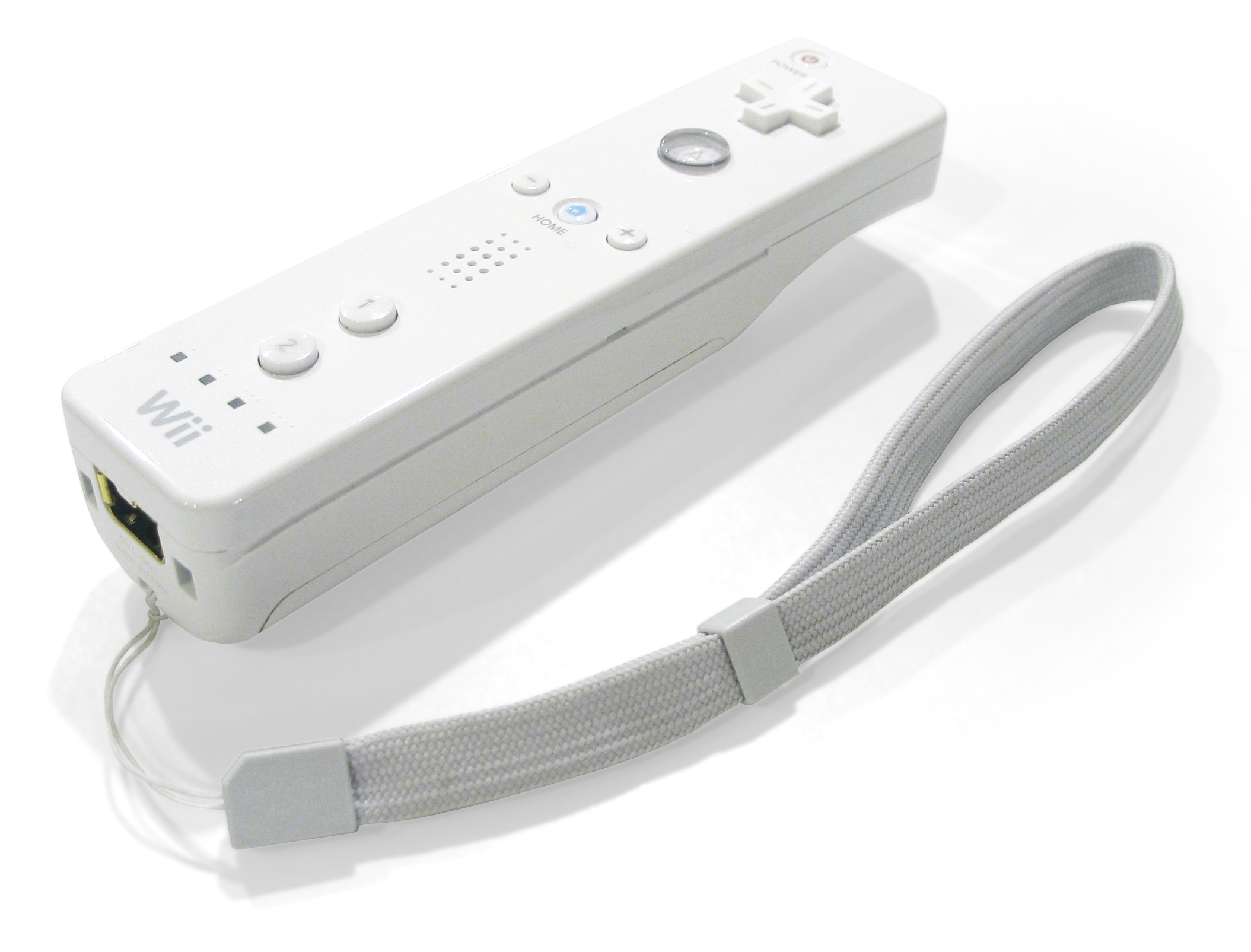
Wiiリモコン。ボタンだけでなく、加速度センサや赤外線センサを備える。
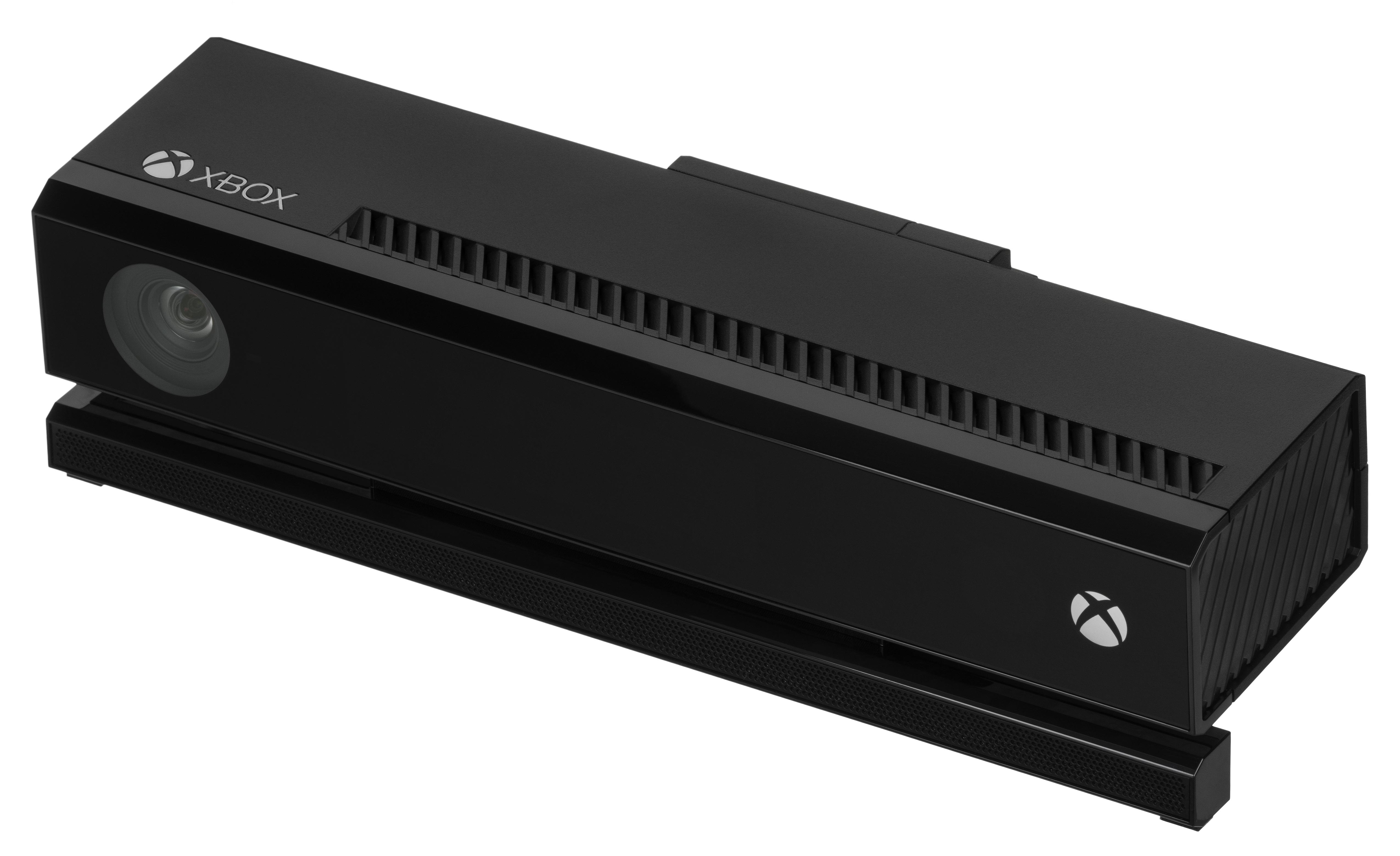
マイクロソフトのKinectセンサーは人間の手や身体の動きを感知する。en:Computer visionの技術をゲーム機に応用したものである。（当写真ではテレビの上のもの）
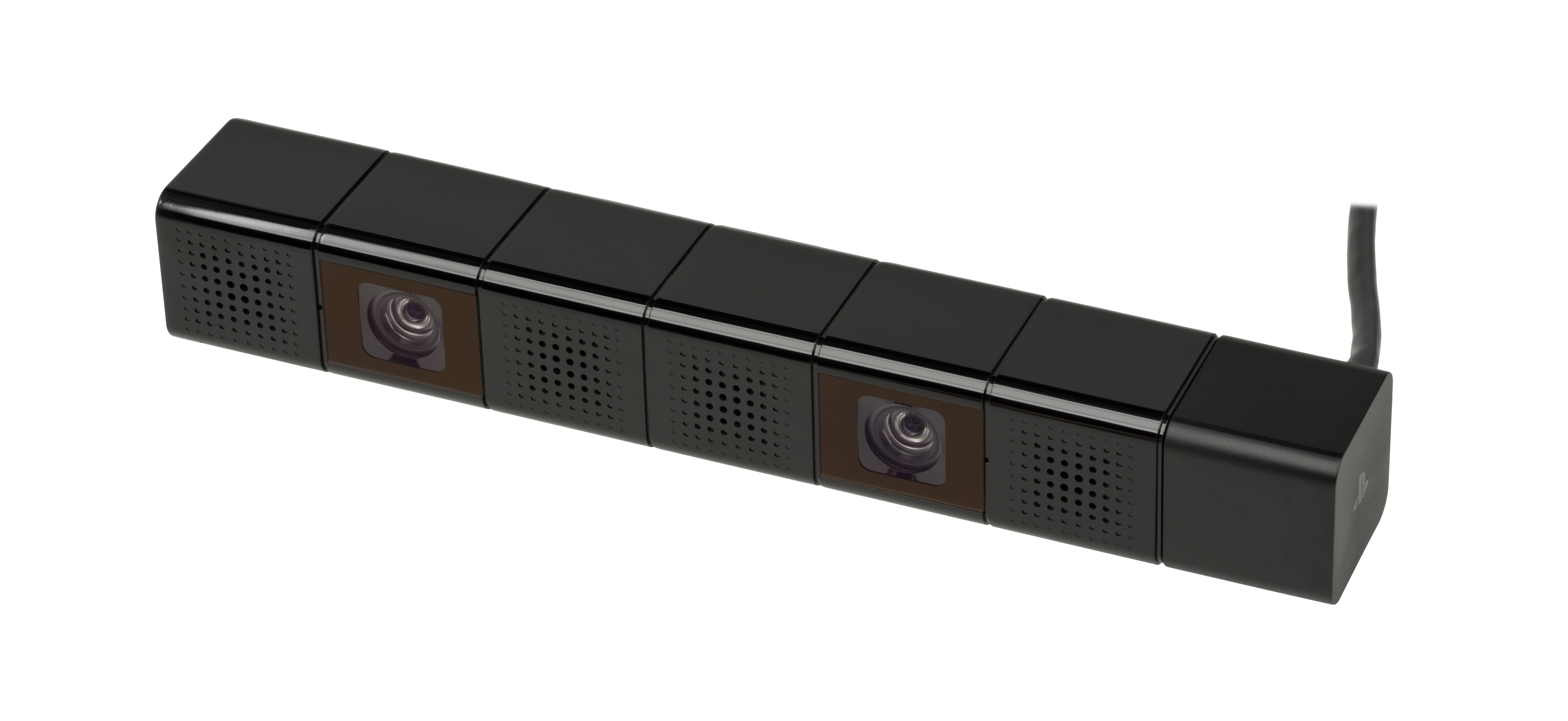
PlayStation Camera。やはりプレーヤの動きを認識する。
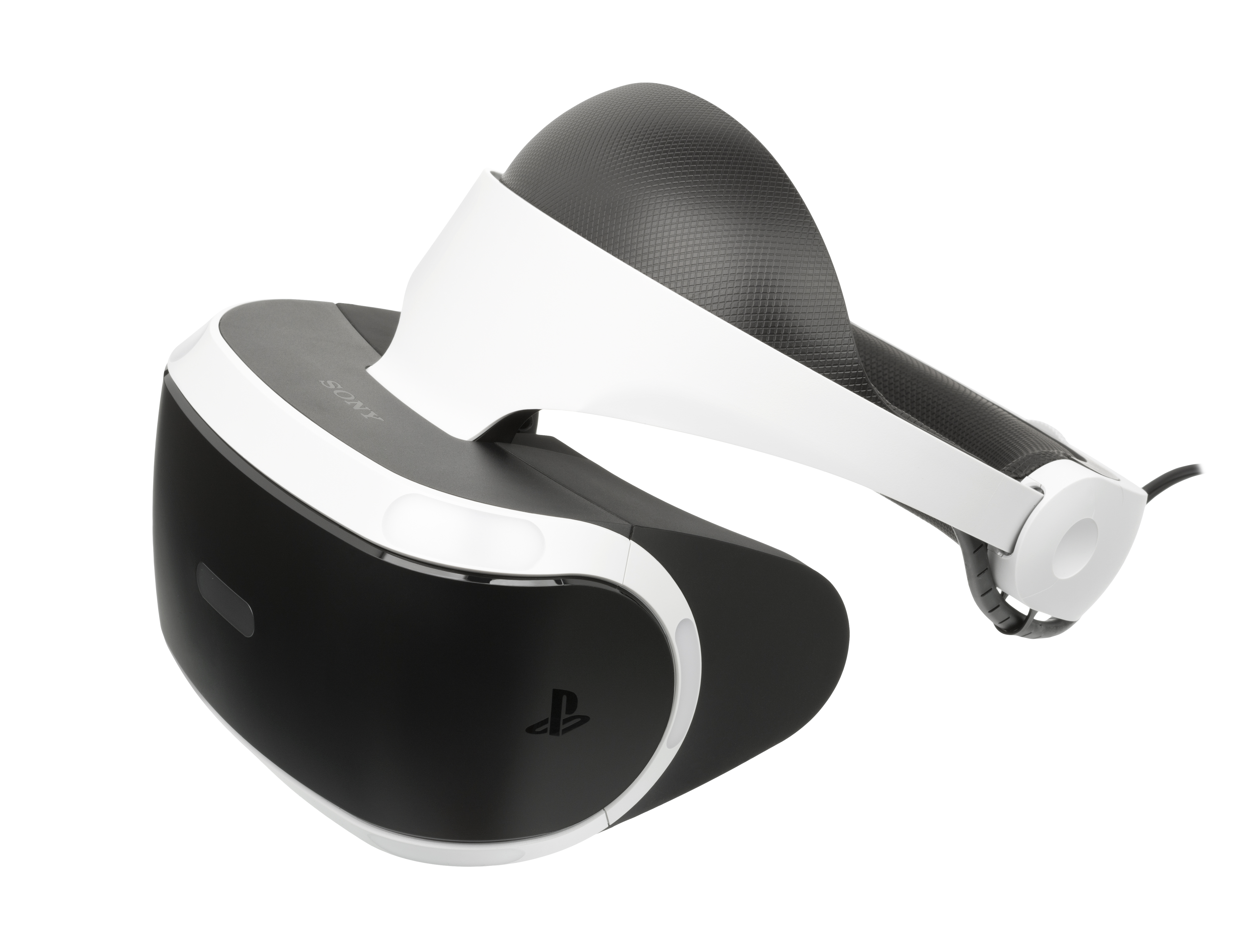
PlayStation VR。

## 歴史

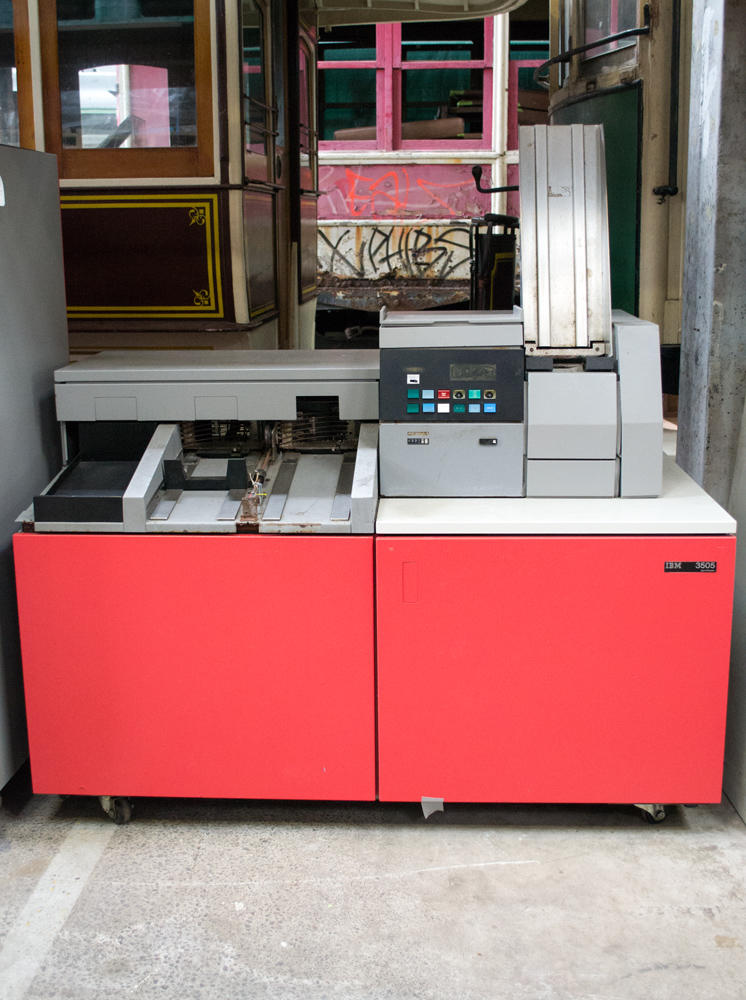
パンチカード読取機:en:IBM 3505

パンチカード
パンチカード（en:punched card）は、パンチしたつまり穴をあけたカードのことで、もともと1801年に発明されたジャカード織機で綜絖などを制御用し織物に大規模で複雑な模様を生み出すために穴あきカード（を紐でつないだもの）を使うもので、世界に広まった技術である（2000年代の現在でも伝統的な織物工場で使われ続けている）。1890年の米国国勢調査（en:1890 United States census）で集めた大量のデータをコンピュータで処理するために大量の入力作業が必要となり、このパンチカードを使う入力装置が開発され、以後20世紀半ばや後半までコンピュータの入力装置や出力装置として広く使われるようになった。
パンチカード入出力も参照可。
紙テープ
紙テープあるいは穿孔テープ（en:punched tape）は、紙のテープに穴をあけたものである。
こちらも1725年のen:Basile Bouchonの織機で使われたという歴史があったが、これは幅が数十センチもあるようなかなり幅の広いテープで、やぶれやすく修復も困難で広まらなかった（そして1801年に、上で説明した丈夫なパンチカード方式のジャカード織機が開発され、そちらが広まった。）。1842年にはフランスのClaude Seytreが紙のロールでピアノを自動演奏する装置を公表。以後フランスなどでen:Music rollをつかう自動演奏装置が広まった（2000年代の現在でもロールペーパーを用いる装置で街頭などで自動演奏が行われている。）1846年にはAlexander Bainが電信用に穿孔テープを使う装置を開発し、1857年にはその技術を電報の自動送受信に使う装置en:Wheatstone systemが開発された。これはモールス信号方式の装置で、一回のパルスがAで2回のパルスがBというような方式で、単位時間あたりの情報量が少なかったが、1880年にフランスの発明家エミール・ボドー（Jean Maurice Émile Baudot）が5ビットのコーディング方式を発明し、これはしばらくするうちにボドー・コード（Baudot Code）として知られるようになった。その発明をとりいれCharles WheatstoneはWheatstone systemを2チャンネル方式の装置から5チャンネル方式の装置（5つの穴が並ぶ方式。5ビットずつ入出力を行う装置）へと拡張した。このような経緯で穿孔テープがコンピュータの入出力装置へと発展していった。

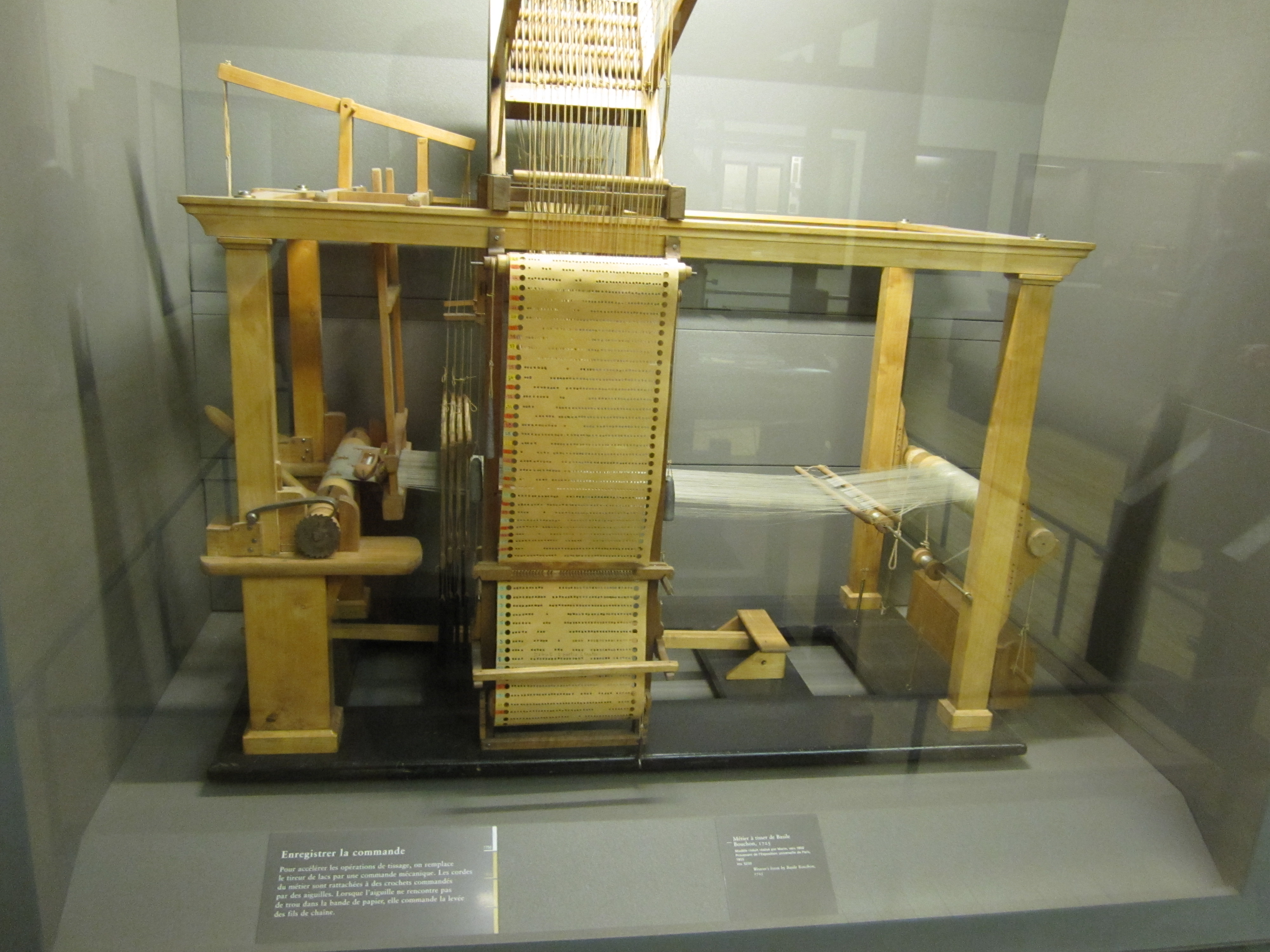
Basile Bouchonの自動織機の紙帯
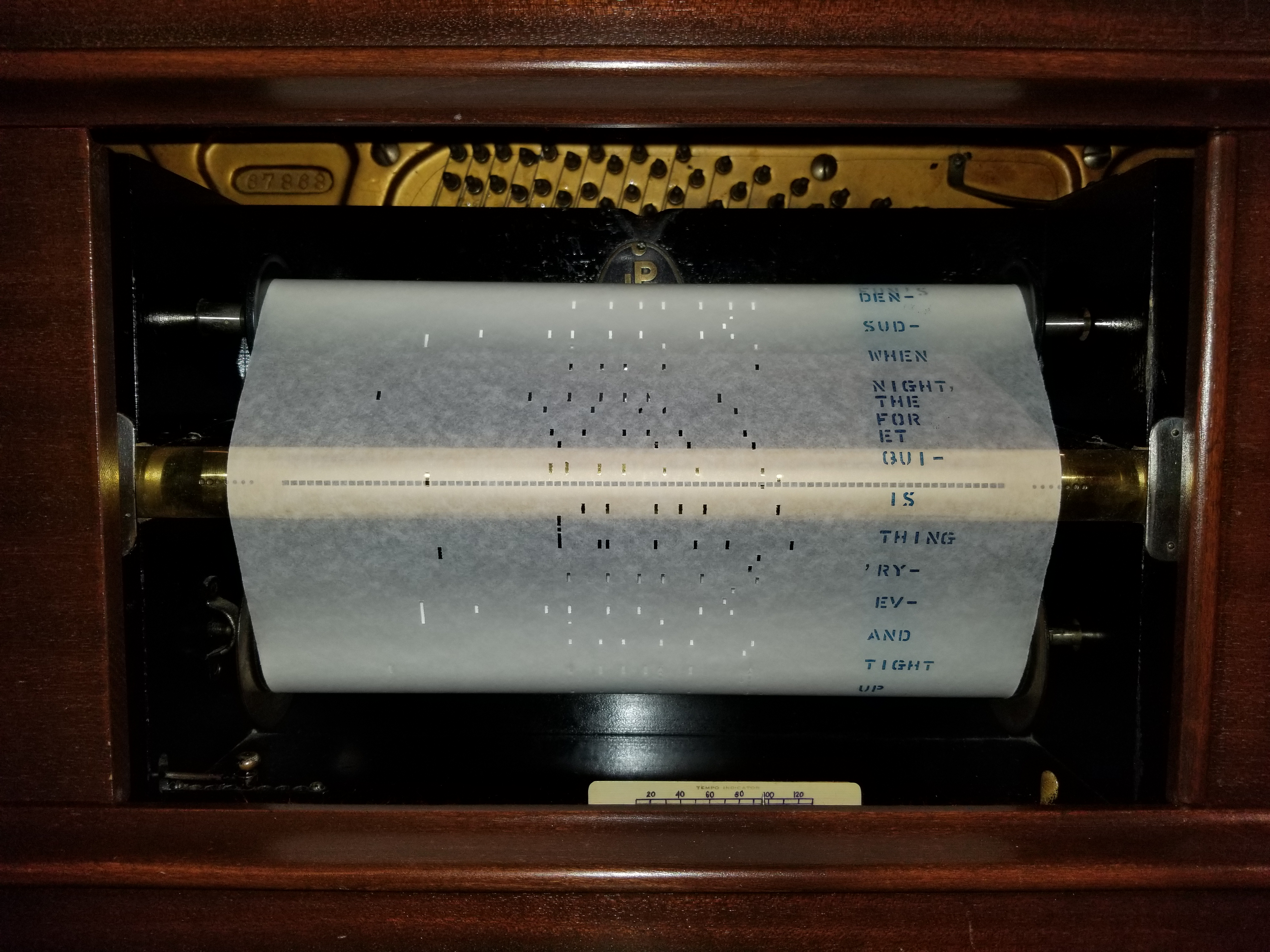
en:Music roll
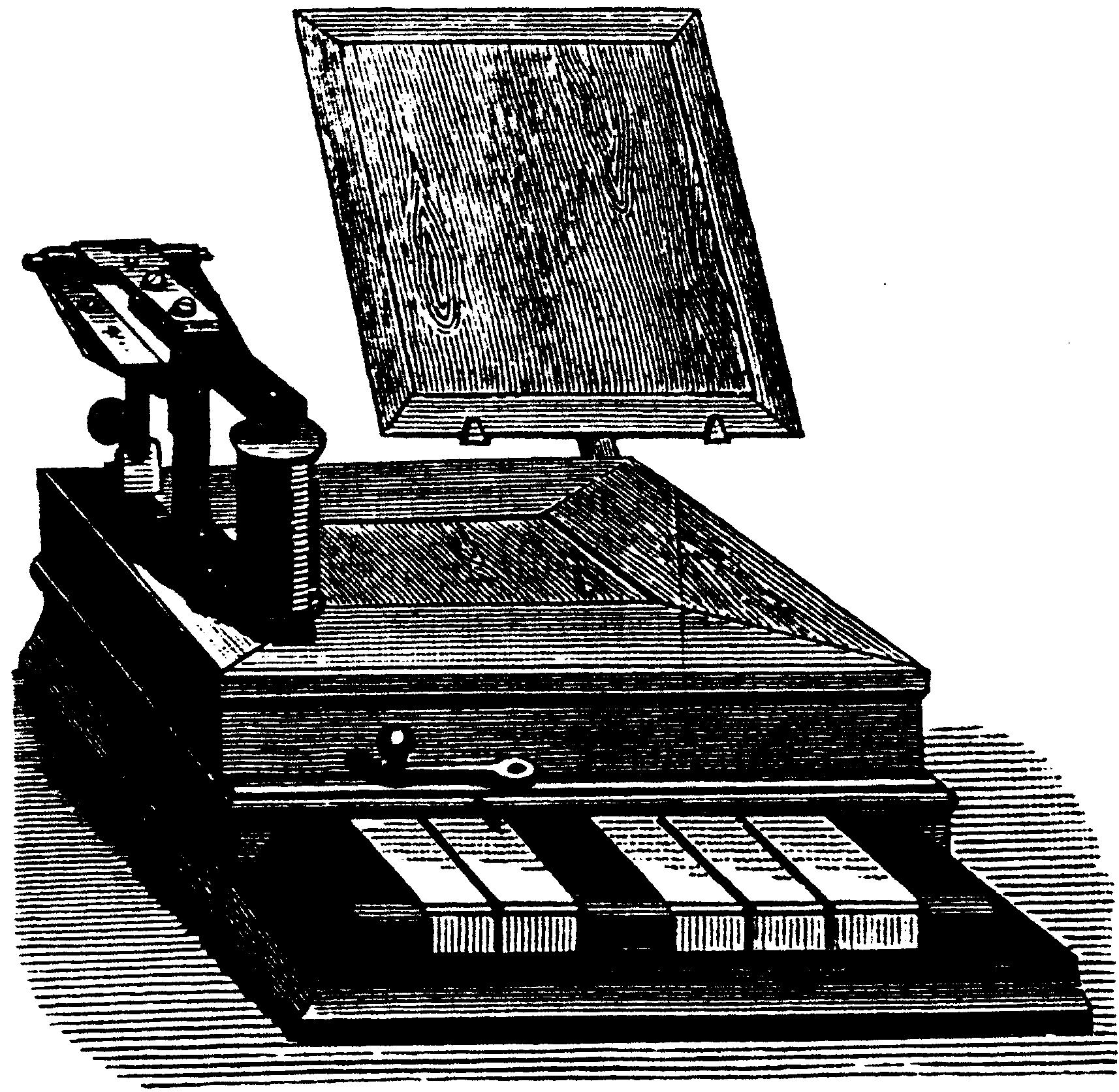
ボドーの電信装置。Baudot Codeのもので、入力用キーが5個。
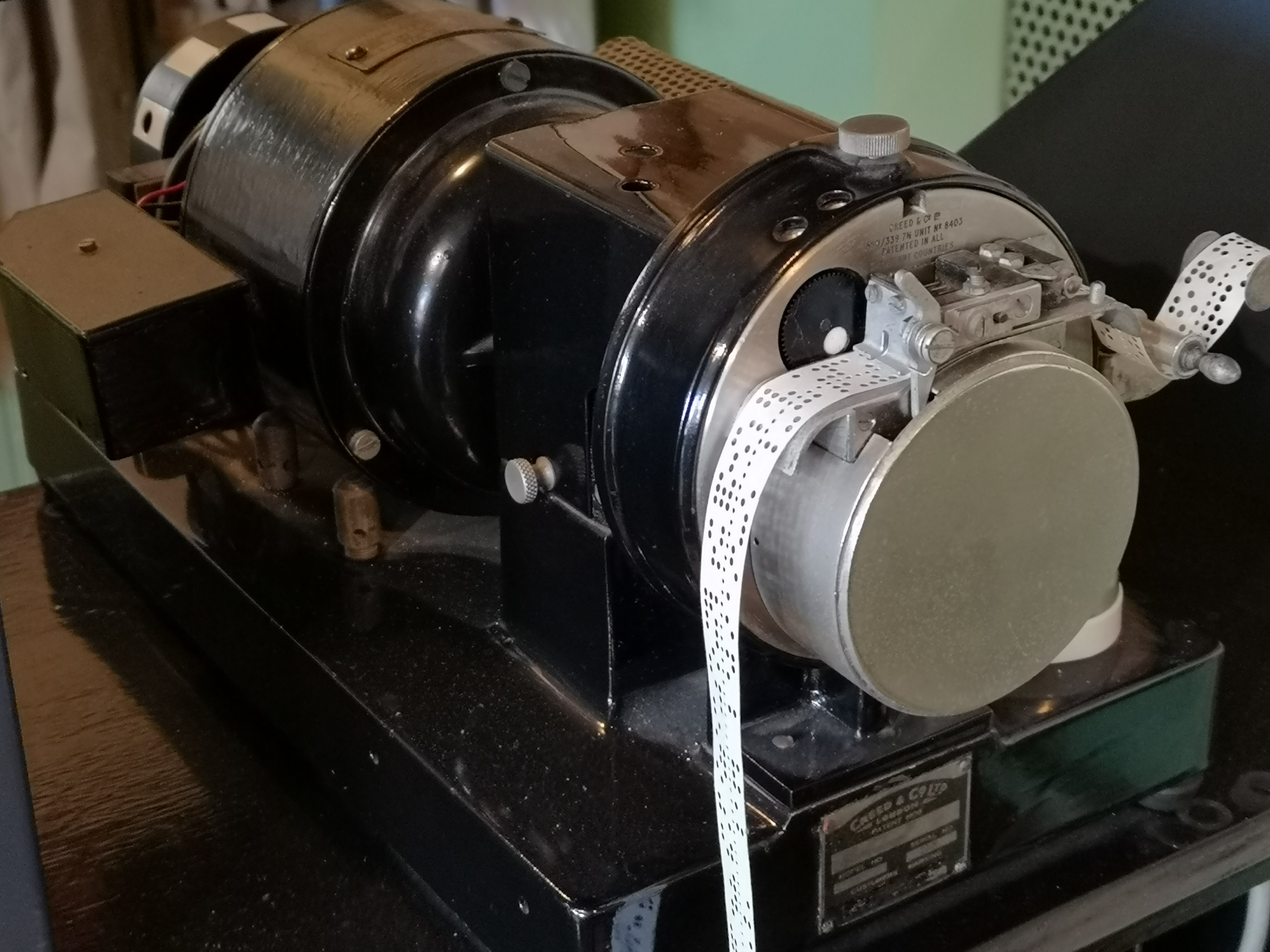
紙テープ読取機Creed model 6S-2。5穴方式。
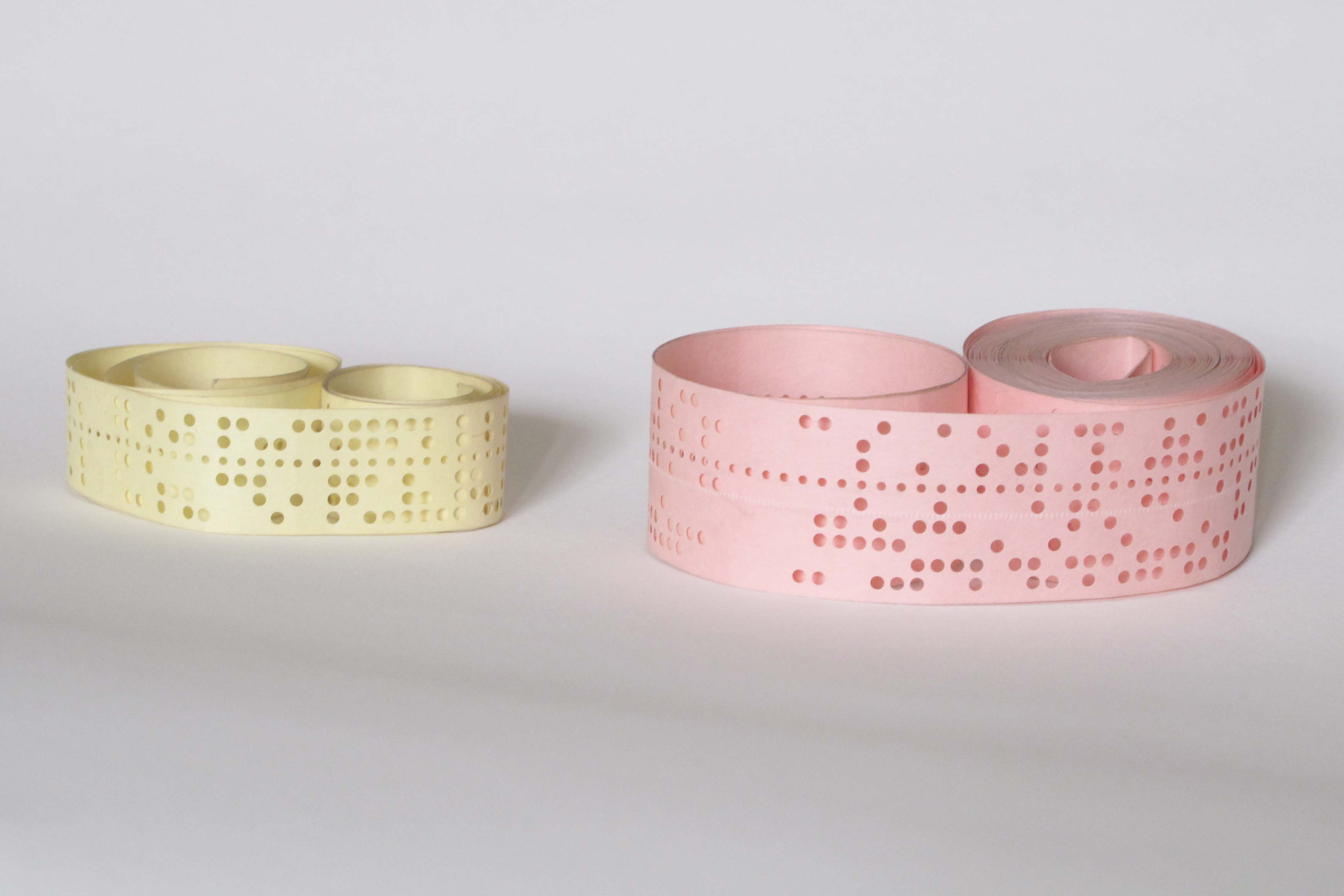
穿孔テープ。5穴のもの（左）、8穴のもの（右）。それぞれ5ビット、8ビットずつ入力できる。

## その他
- デジタルペン
- 磁気インク文字認識
- 息操作（英語版）